# Sumarokowo (Kaliningrad)
Sumarokowo (russisch Сумароково, deutsch Klein Jodupönen, 1938 bis 1945 Kleinsorge, litauisch Mažieji Juodupėnai) ist ein verlassener Ort im Rajon Krasnosnamensk der russischen Oblast Kaliningrad.
Die Ortsstelle befindet sich vier Kilometer nordöstlich von Uslowoje (Rautenberg).

## Geschichte

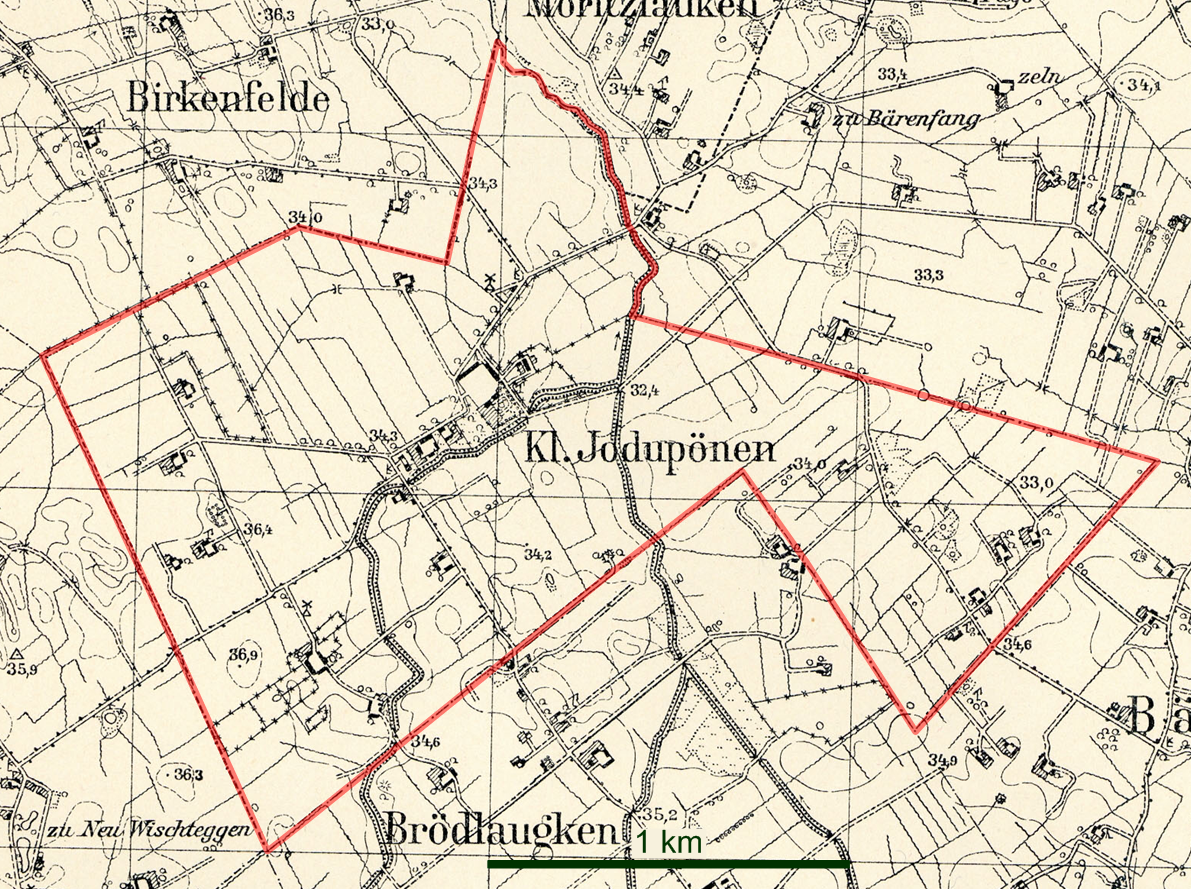
Die Gemeinde Klein Jodupönen auf einem Messtischblatt von 1937

Das Bauerndorf Jodupöhnen ist auf der Schrötterkarte von 1802 eingezeichnet. Es gehörte zunächst zum Amt Löbegallen. Zur Unterscheidung zum vier Kilometer südwestlich gelegenen gleichnamigen Ort Jodupöhnen, später Groß Jodupönen, wurde der Ort später mit Klein Jodupönen bezeichnet. Damit hatte man auch ein Unterscheidungsmerkmal zum ebenfalls im Kreis Pillkallen gelegenen Jodupönen im Kirchspiel Schirwindt. 1874 wurde die Landgemeinde Klein Jodupönen dem neu gebildeten Amtsbezirk Baltruschelen zugeordnet. 1938 wurde Klein Jodupönen in Kleinsorge umbenannt.
1945 kam der Ort in Folge des Zweiten Weltkrieges mit dem nördlichen Ostpreußen zur Sowjetunion. 1950 erhielt er den russischen Namen Sumarokowo und wurde dem Dorfsowjet Tolstowski selski Sowet im Rajon Krasnosnamensk zugeordnet. Später gelangte der Ort, falls dann noch existent, in den Wesnowski selski Sowet. Sumarokowo wurde vor 1975 aus dem Ortsregister gestrichen.

### Einwohnerentwicklung
| Jahr | Einwohner |
| ---- | --------- |
| 1867 | 154       |
| 1871 | 143       |
| 1885 | 156       |
| 1905 | 144       |
| 1910 | 138       |
| 1933 | 120       |
| 1939 | 108       |

## Kirche
Klein Jodupönen/Kleinsorge gehörte ab 1853 zum evangelischen Kirchspiel Rautenberg. Von 1809 bis 1852 gehörte es zum Kirchspiel Pillkallen, vor 1806 zum Kirchspiel Kussen.